# Budimir Janošević
Budimir Janošević (in serbo Будимир Јаношевић?; Belgrado, 21 ottobre 1989) è un calciatore serbo, portiere svincolato.

## Carriera

### Club
All'età di 18 anni è stato promosso dalle giovanili alla prima squadra del Čukarički. Qui è stato riserva di Bojan Isailović e di Milan Lukač, ma tra l'agosto e l'ottobre del 2009 ha avuto modo di giocare le prime sette giornate della SuperLiga 2009-2010. In autunno è uscito dall'undici di partenza a seguito del ritorno di Isailović dopo una breve parentesi di quest'ultimo in Turchia.
Complice l'arrivo del portiere Saša Radivojević nel successivo mercato invernale, nel gennaio 2010 Janošević ha lasciato il Čukarički per essere ceduto allo Jagodina. In un anno e mezzo ha disputato dieci partite di campionato, otto di queste disputate nelle ultime giornate del campionato 2009-2010. Nel corso della stagione 2010-2011 è stato talvolta terzo portiere dietro a Marko Šimić e Igor Bondžulić.
Nel 2011-2012 è stato il vice di Nemanja Supić tra i pali del Vojvodina, squadra che ha chiuso il campionato al terzo posto in classifica.
Dopo una prima metà di stagione al Rad Belgrado trascorsa da riserva, Janošević è passato al Teleoptik con cui ha giocato 12 partite in Prva Liga Srbija, la seconda serie serba.
A partire dall'estate del 2013 ha vestito la maglia dello Spartak Subotica, con cui è tornato a calcare i campi della SuperLiga. Nello specifico, è stato utilizzato nelle ultime cinque giornate del campionato 2013-2014, mentre nell'edizione successiva è sceso in campo nelle prime 15 partite.
Nel febbraio 2015, durante la finestra invernale di mercato, ha iniziato la sua prima parentesi personale all'estero con il prestito ai turchi dell'Adana Demirspor, militanti in TFF 1. Lig, che erano in cerca di un portiere date alcune prestazioni giudicate insoddisfacenti del fino a lì titolare Emre Selen.
Scaduto il prestito a fine stagione, Janošević è rientrato in Serbia dove ha disputato gran parte delle partite giocate dallo Spartak Subotica nella SuperLiga 2015-2016. Nel 2016-2017 è stato utilizzato con minore regolarità, tanto da giocare solo tre partite ad agosto.
Qualche mese più tardi, nel febbraio 2017, è volato in Svezia per firmare con il Brommapojkarna, nella seconda serie nazionale. Dopo essere stato titolare per oltre metà campionato, è stato fermato da un problema al ginocchio.
Ciò non gli ha impedito di diventare un nuovo giocatore dell'AIK a partire dalla stagione 2018, ingaggiato a parametro zero per ricoprire il ruolo di secondo portiere dietro al giovane Oscar Linnér. Un paio di infortuni occorsi allo stesso Linnér – uno in primavera e uno a ridosso delle ultime due giornate di campionato – gli hanno consentito di giocare 9 partite. Tra queste presenze, si annovera anche la vittoria dell'ultima giornata sul campo del Kalmar che ha permesso all'AIK di riconquistare il titolo nazionale che mancava da nove anni.
Nel gennaio del 2020 l'AIK ha ceduto Linnér e ingaggiato il danese Jakob Haugaard, di cui Janošević è stato inizialmente riserva. A partire dalla 20ª giornata del campionato di quell'anno (uno 0-0 a Malmö), il tecnico Bartosz Grzelak ha deciso di affidare il ruolo di portiere titolare a Janošević, relegando in panchina il danese. Il 4 ottobre, con l'ininfluente gol subìto nella vittoria a Östersund, Janošević ha chiuso una striscia di 454 minuti di imbattibilità in Allsvenskan, iniziata in precedenza a luglio quando Haugaard era leggermente infortunato e proseguita poi tra settembre e ottobre dopo la promozione a primo portiere. A fine 2020 il suo contratto in scadenza è stato rinnovato di 1+1 anni, così come nel gennaio 2023 ha firmato un nuovo rinnovo di durata biennale. Con il rientro all'AIK di Samuel Brolin, reduce da alcune esperienze in prestito e rimasto in rosa a partire dall'estate 2023, Janošević è di fatto sceso al ruolo di terzo portiere. Anche per la stagione 2024, nonostante la partenza della riserva Brolin, Janošević è rimasto terzo portiere visto l'ingaggio di Ismael Diawara. Il 31 dicembre 2024, alla scadenza del contratto, la sua parentesi all'AIK si è ufficialmente chiusa dopo sette anni, durante i quali ha totalizzato 56 presenze ufficiali.

### Nazionale
Janošević ha collezionato una presenza con l'Under-21 serba. L'amichevole in questione si è giocata il 18 novembre 2009 a Kongens Lyngby tra Danimarca e Serbia, e ha visto prevalere i balcanici per 3-1.

## Palmarès

### Club

#### Competizioni nazionali
- Campionato svedese: 1

AIK: 2018